# Joseph Bingham
Joseph Bingham (septiembre de 1668 - 17 de agosto de 1723), erudito inglés y escritor eclesiástico, nació en Wakefield en Yorkshire.
Se educó en el University College, Oxford, donde le hicieron miembro de número en 1689 y tutor en 1691. Un sermón predicado por él desde el púlpito de la universidad, St Mary's, sobre los términos Persona y sustancia de los Padres, atrajo sobre él una acusación injusta de herejía. Le obligaron que dejara su membresía y abandonara la universidad; pero el Dr. John Radcliffe le presentó inmediatamente a la rectoría de Headbournworthy, cerca de Winchester (1695).
En este retiro del país él comenzó su laborioso y valioso trabajo que dio lugar a Origines Ecclesiasticae o Antigüedades de la iglesia cristiana, cuyo primer volumen apareció en 1708 y el décimo y último en 1722. Su objeto docto, exhaustivo e imparcial era dar cuenta tan metódica de las antigüedades de la iglesia cristiana como otros han hecho de las antigüedades griegas y romanas y judías, poniendo las costumbres, usos y prácticas antiguas de la iglesia bajo las cabezas apropiadas, para que el lector pueda tener una visión global de cualquier uso o costumbre particular de los cristianos durante cuatro o cinco siglos.
A pesar de su aprendizaje y mérito, Bingham no recibió ningún ascenso superior al de Headbournworthy hasta 1712, cuando a sir Jonathan Trelawney obispo de Winchester lo colocó en la rectoría de Havant, cerca de Portsmouth. Casi toda su pequeña propiedad fue perdida en la gran Burbuja del Mar del Sur de 1720.